# Tachiramantis lentiginosus
Tachiramantis lentiginosus is een kikker uit de familie Strabomantidae. De wetenschappelijke naam van de soort werd beschreven in 1982 door Rivero. De soort komt voor in Colombia op een hoogte van 1700 meter boven het zeeniveau.